# Gisela Fischer (Medizinerin)
Gisela Charlotte Fischer (* 1. März 1938 in Saarbrücken) ist eine deutsche Ärztin und ehemalige Lehrstuhlinhaberin für Allgemeinmedizin an der Medizinischen Hochschule Hannover.

## Leben und Wirken
Gisela Fischer, geborene Fink, wurde 1938 in Saarbrücken als einzige Tochter des Architekten Joachim Fink und seiner Ehefrau Renate, einer Pianistin und Musikpädagogin, geboren. Sie wuchs gemeinsam mit einem jüngeren Bruder und zwei älteren Vettern auf. Nach dem Krieg zog die Familie nach Wiesbaden, wo Fischer 1958 an der Helene-Lange-Schule ihre Abiturprüfung absolvierte. Das Medizinstudium begann sie in Köln; später wechselte sie an die Universität Freiburg, wo sie ihre Dissertationsarbeit mit dem Titel „Zur In-vitro-Aufnahme von J131-markiertem Trijodthyronin durch Erythrozyten“ an der Medizinischen Klinik unter Leitung von Professor Keiderling anfertigte. Ihr Staatsexamen legte sie 1964 in Köln ab.
Im Jahr 1970 trat sie eine wissenschaftliche Assistententätigkeit am Institut für Dokumentation und Informatik der Johann-Wolfgang-Goethe-Universität in Frankfurt am Main an. Zwei Jahre später begann sie ihre Weiterbildung im Fach Allgemeinmedizin, die sie überwiegend am Universitätsklinikum Frankfurt am Main absolvierte. Bereits ab 1975 war sie dann in einer eigenen Landarztpraxis in Zeppelinheim in der Nähe von Frankfurt tätig. Ihre Facharztanerkennung erlangte sie 1978. Neben ihrer praktischen ärztlichen Tätigkeit widmete sie sich mit Aufgaben in Forschung und Lehre – als Lehrbeauftragte für das Fach Allgemeinmedizin an der Universität Frankfurt am Main. 1988 erhielt sie die Venia Legendi  für das Fach Allgemeinmedizin. 
Gisela Fischer war eine der ersten Medizinerinnen, die sich im Fach Allgemeinmedizin habilitierten. Ihre Habilitationsschrift hatte das Thema „Zur Betreuung älterer Patienten in der Allgemeinarztpraxis“. 1989 erhielt sie den Ruf auf die C4-Professur für Allgemeinmedizin an der Medizinischen Hochschule Hannover (MHH). 
Bis zu ihrer Emeritierung 2003 leitete sie das Institut für Allgemeinmedizin der MHH. Während dieser Zeit war sie zusätzlich als niedergelassene Allgemeinärztin in Sehnde bei Hannover tätig. 
An der MHH baute sie eine der größten allgemeinmedizinischen Abteilungen in Deutschland auf und integrierte neue Ansätze wie die Qualitätsförderung, Leitlinien, Public Health und Versorgungsforschung in ihre Arbeit. Ab 1992 gestaltete sie darüber hinaus den Aufbaustudiengang „Bevölkerungsmedizin – Public Health“ an der MHH mit. Zudem vertrat sie ab 1995 das Fach Medizinische Soziologie, das mit einer eigenen Dozentur in die Abteilung für Allgemeinmedizin integriert war.

## Auszeichnungen
Für ihre Verdienste erhielt sie unter anderem die Ernst-von-Bergmann-Plakette der Bundesärztekammer und die Ehrenplakette der Ärztekammer Niedersachsen. 2011 wurde sie mit Paracelsus-Medaille der deutschen Ärzteschaft ausgezeichnet.